# Heinz Lammerding
Heinz Lammerding (Dortmund, 27 de agosto de 1905-Bad Tölz, 13 de enero de 1971) fue un militar alemán y miembro de las Waffen-SS que comandó la 2.ª División SS "Das Reich" durante la Segunda Guerra Mundial. Como oficial al mando de la División "Das Reich" fue responsable de las masacres de Tulle y Oradour-sur-Glane.

## Biografía
Se afilió inicialmente al Partido Nazi (número de socio 722.395) y a la Sturmabteilung (SA), aunque en 1935 se afilió a las SS como el miembro número 247.062. En noviembre de 1940 se convirtió en el primer jefe de Estado Mayor de la División SS "Totenkopf".
Después de la invasión alemana de la Unión Soviética en junio de 1941, emitió numerosas órdenes (Sühnemaßnahme) para la destrucción de ciudades y poblaciones soviéticas. A finales de 1943 pasó a mandar un Kampfgruppe de la 2.ª División SS "Das Reich" que luchaba contra los partisanos soviéticos en Ucrania. En enero de 1944 se convirtió en comandante de la División "Das Reich". Según el historiador Max Hastings, su nombramiento como comandante se debió más a la estrecha relación con Heinrich Himmler que a sus conocimientos militares, que no eran muy buenos.
Tras las terribles bajas sufridas por la división en el Frente Oriental, la división fue trasladada a Francia para reequiparse. En junio de 1944, tras los desembarcos aliados de Normandía, Lammerding recibió órdenes de trasladar la división hacia el norte. Durante la travesía, sufrieron varios ataques y escaramuzas con la resistencia francesa que se saldaron con las masacres de Tulle y Oradour-sur-Glane. En estas matanzas fueron asesinados un elevado número de civiles en represalia por los ataques de la resistencia. El 25 de julio fue herido en un ataque aliado durante la inspección de las 2.º Regimiento Panzer SS, en Normandía.
El 2 de febrero de 1945, Heinrich Himmler lo nombró adjunto y jefe de Estado mayor del Grupo de Ejércitos Vístula.
Al final de la contienda fue capturado y hecho prisionero por los aliados. En 1953 una corte de Burdeos le juzgó por crímenes de guerra a raíz de las masacres de Tulle y Oradour-sur-Glane y fue sentenciado a muerte in absentia; sin embargo, Alemania occidental no lo extraditó. De acuerdo con el historiador Danny S. Parker, Lammerding fue juzgado en Alemania occidental por crímenes de guerra y estuvo en prisión durante algunos años. Sin embargo, no fue extraditado a Francia por la Constitución de Bonn, para consternación de los franceses. Estos llegaron incluso a amenazar con enviar un comando especial para secuestrar a Lammerding al igual que habían hecho los israelíes con Adolf Eichmann, pero antes de que esto se materializase Lammerding falleció de cáncer en 1971.

## Condecoraciones
- Anillo de honor de las SS
- Espada de honor de las SS
- Cruz de Hierro (1.ª y 2.ª Clase)
- Cruz alemana[6]
- Cruz de Caballero de la Cruz de Hierro[7][8]
- Insignia de Asalto de Infantería